# Severoirské právo
Severoirské právo (anglicky Northern Ireland law) je právo platné v Severním Irsku, jedné ze čtyř zemí Spojeného království. Vychází z anglosaského zvykového práva (common law). Z hlediska mezinárodního práva soukromého jde o jeden ze tří právních řádů, platných na území Spojeného království.